# Кезебьер, Кристиан
Кристиан Андреас Кезебер (нем. Christian Andreas Käsebier; 1710, Галле – после 1757 ) - известный вор и разбойник Германии XVIII века.

## Биография
Родился в семье портного.
О его жизни существует множество легенд и историй, но лишь немногие документально подтверждены, Считается, что он был одним из самых известных немецких разбойников 18 века. Свои преступления инсценировал не столько с насилием, сколько с хитростью, злобой и дерзостью, где ему помогала искусная маскировка. Пользовался умом и обаянием.
Кезебьера несколько раз ловили, но так и не казнили. В 1748 году он был арестован в Бранденбурге и приговорён к пожизненному заключению.
Во время осады Праги (1757) во время Семилетней войны прусский король Фридрих II приказал доставить Кезебьера из Штеттинской тюрьмы в свой лагерь и дважды отправлял его в осаждённый город в качестве шпиона. Когда на третий день король поручил ему пробраться в осаждённый город, Тот выразил беспокойство, опасаясь привлечь к себе внимание. Под угрозой возвращения в Штеттинскую тюрьму он подчинился приказу, но не вернулся в прусский лагерь. О его дальнейшей судьбе и смерти ничего не известно.
Личность К. Кезебьера показана в совместном немецко-чехословацком кинофильме "Ловкость рук, Ваше Величество!" 1972 года.